# Mê Thảo, thời vang bóng
Mê Thảo - Thời vang bóng là một phim điện ảnh Việt Nam do Việt Linh làm đạo diễn, thực hiện năm 2002. Phim phỏng theo truyện Chùa Đàn (1946) của Nguyễn Tuân nhưng có nhiều thêm thắt và biến đổi.

## Sơ lược cốt truyện
Bối cảnh là làng quê Việt Nam thời Pháp thuộc khoảng thập niên 1920 và câu chuyện xảy ra tại Mê Thảo, một thôn ấp hẻo lánh miền Trung du Bắc Bộ, chuyên nghề nuôi tằm dệt tơ. Chủ ấp tên Nguyễn chuẩn bị đám cưới người yêu, nhưng cô dâu chết trong một tai nạn xe hơi. Từ đó, Nguyễn căm hận tất cả những gì thuộc về thế giới văn minh và sống chìm đắm trong hoang tưởng và men rượu, sùng bái hình tượng người yêu quá cố, bỏ bê công việc. Tam, người quản lý trang trại, nguyên can án ngộ sát, được chủ ấp bao che, nên biết ơn và hết lòng phò tá. Tam muốn Nguyễn tìm lại được lẽ sống qua tiếng đàn giọng hát và đi tìm Tơ, người tri âm tri kỷ của mình để mong tiếng hát của cô cứu mạng Nguyễn. Nhưng Tơ chỉ hát khi ai đàn cây đàn có ma của chồng cô, mà theo lời nguyền ai đàn cũng sẽ chết. Tam chấp nhận cơ nguy, để cứu ân nhân là Nguyễn. Sau khi đàn, ngón tay nhỏ máu trên từng phím tơ, Tam xuất huyết và chết gục trên cây đàn. Nguyễn tuyệt vọng, phá hủy toàn bộ nghĩa địa chôn rượu. Ngọn đuốc rơi xuống, Nguyễn chìm trong biển lửa ở nghĩa địa rượu trước nỗi đau xót, bất lực của Cam.

## Vai diễn
- Đơn Dương ....vai.. Tam
- Dũng Nhi ....vai.. Nguyễn
- Nguyễn Minh Trang ....vai.. Cam
- Thúy Nga ....vai.. Tơ
  - lồng giọng hát: NSND Thanh Hoài
- Hồng Chương ....vai.. Ông bố già
- Hoàng Dũng ....vai.. Sinh
- Hoàng Yến ....vai.. Lụa

## Giải thưởng
- Giải nhì của Quỹ cổ động phát hành quốc tế (Promotion Internationale des Films du Sud)
- Bông hồng vàng - tại Liên hoan phim Bergamo, Ý, từ 15 đến 23 tháng 3 năm 2003
- 2003 - Giải khuyến khích của Hội Điện ảnh Việt Nam tại Giải Cánh diều lần thứ I
- Diễn viên Thúy Nga giành giải Nữ diễn viên phụ xuất sắc tại Liên hoan phim Việt Nam lần thứ 14[1]
- Giải Họa sĩ xuất sắc cho Phạm Hồng Phong - Liên hoan phim Việt Nam lần thứ 14

## Sản xuất

### Kịch bản
Phạm Thùy Nhân biết đến truyện ngắn Chùa Đàn khi ông được Hồ Quang Minh cho mượn bản sao của tác phẩm do Lê Phương chụp lại từ Viện Khoa học xã hội.
Năm 1986, khi sản xuất bộ phim Phiên toà cần chánh án, trong lúc trò chuyện Phạm Thùy Nhân đã tóm tắt truyện ngắn Chùa Đàn cho đạo diễn Việt Linh nghe. Đạo diễn Việt Linh muốn chuyển thể ngay thành kịch bản phim nhưng vì trước đấy Hồ Quang Minh và Lê Phương từng hẹn nhau đưa truyện ngắn này thành phim, nên Phạm Thùy Nhân không thể thực hiện.
Đến năm 1993, sau thành công của Dấu ấn của quỷ cũng như biết được Hồ Quang Minh và Lê Phương chưa sở hữu bản quyền chuyển thể tác phẩm. Phạm Thùy Nhân bắt tay vào chuyển thể Chùa Đàn, kịch bản ban đầu có tựa đề Thời vang bóng. Kịch bản được gửi sang Pháp cho đạo diễn Việt Linh duyệt qua, tựa đề kịch bản được sửa thành Mê Thảo - thời vang bóng; Việt Linh cũng muốn sửa lại một số tình tiết và thêm tên mình vào phần tác kịch bản.

### Dựng phim
Năm 1995, Phạm Thùy Nhân, Việt Linh và đại diện hãng phim Le Bureau khảo sát bối cảnh tại một số tỉnh miền Bắc. Công việc sản xuất bị đình trệ đến năm 2000 vì Bộ Văn hoá Thông tin không cấp phép sản xuất.
Phim được thực hiện với tổng kinh phí 3,5 tỷ đồng, trong đó nhà nước Việt Nam trợ giá 960 triệu, phần còn lại nhận được sự tài trợ của Tổ chức liên chính phủ Francophonie, Kodak Film, Bộ Ngoại giao Pháp và kinh phí hậu kỳ do hãng Pháp Les Films d’Ici tài trợ.

## Phát hành
Sau khi Mê Thảo thực hiện xong, nhưng bị lận đận trong nước đến 2 năm vì sự kiện Đơn Dương, diễn viên chính bỏ đi nước ngoài. Nên đến 16 tháng 7 năm 2004 mới được công chiếu toàn quốc. Khoảng 1 tuần sau, vì không thể cạnh tranh với bộ phim nước ngoài, một số rạp phim lớn ở Hà Nội và Thành phố Hồ Chí Minh đã dừng chiếu Mê Thảo - Thời vang bóng.
Trong tuần đầu tiên ra mắt, tại Trung tâm Chiếu phim quốc gia, bộ phim bán được 774 vé, Fafim Cinema tại Thành phố Hồ Chí Minh bán 545 vé, hệ thống Cinebox của Hãng phim Giải Phóng bán được hơn 2000 vé. Tuy được khán giả chú ý nhưng bản thân Hãng phim Giải Phóng không nghiêm túc quảng bá bộ phim, cụm rạp của họ cũng chỉ chiếu bộ phim này trong 1 tuần duy nhất.
Bộ phim được mời đi tham dự nhiều liên hoan phim nước ngoài như Liên hoan phim quốc tế Bergamo (Italy), LHP Phụ nữ tại Tokyo (Nhật Bản), các LHP Amiens, Deauville, Vesoul (Pháp), LHP quốc tế Singapore, Liên hoan phim quốc tế Namur dành cho những nước sử dụng tiếng Pháp, hay như Liên hoan Phim quốc tế Carthage tại Tuinisia và được trình chiếu trong chương trình Cánh cửa điện ảnh. Bộ phim được Cinéma Public Films cấp 40.000Euro để phát hành tại Châu Âu, và được Công ty Process Shizai Co Ltd (Nhật Bản) mua bản quyền phát hành ở một số nước châu Á.
Tại hải ngoại, phim được phát hành theo dạng DVD bởi trung tâm Asia.
Năm 2006,  Mê Thảo - thời vang bóng được mua lại từ Mỹ, cùng với Dấu ấn của quỷ, Chung cư và Gánh xiếc rong được đạo diễn Việt Linh đưa đến triển lãm The Asia - Pacific Triennal of Contemporary Art (Tam niên nghệ thuật cận đại châu Á - Thái Bình Dương lần thứ 5) tại bảo tàng Queensland Art Gallery, Brisbane, Australia.

## Nhận xét
- Đặng Nhật Minh: "Có lẽ nữ đạo diễn này đã rút kinh nghiệm của những người đi trước để cho phép mình không câu nệ cấu trúc sẵn có của tiểu thuyết. Chị và biên kịch đã mở rộng không gian, sáng tạo thêm nhiều sự kiện, chi tiết, mà vẫn giữ được tinh thần tác phẩm. Và điều quan trọng hơn cả là vẫn trung thành với tính thẩm mỹ của nó..."[11]
- Lê Hoàng: "Mê Thảo theo tôi là không hay. Đơn giản tôi không thấy xúc động. Bộ phim không giúp người xem hình dung, minh xác về không gian... Nhiều cảnh đưa vào có tính minh họa, tách rời... Những màn biểu diễn nghệ thuật không ăn nhập với phim"[11]
- Tằng Phát (trên Báo Tiền Phong): "Từ đầu đến cuối chỉ là câu chuyện văn học viết lại một cách vụng về, minh họa bằng hình ảnh, âm thanh, ánh sáng... Trong giấc mơ đêm qua tôi thấy bác Nguyễn hiện về, đập mạnh cây ba-toong quen thuộc, và khi tôi hỏi bác đã xem Chùa Đàn lên phim chưa, thì chỉ quát lên một tiếng: Nhảm!"[11]
- GSTS Nguyễn Xuân Đào, con trai, đại diện chính thức gia đình Nguyễn Tuân - trên báo VnExpress: "Tôi không hiểu nhiều điện ảnh, nhưng tôi thấy những ý tưởng của cha tôi nổi lên rất rõ trong phim. Gia đình tôi cảm ơn chị Việt Linh đã đưa lên màn ảnh một câu chuyện như thế...”[11]
- VnExpress: Không có công nghệ lăng xê rầm rộ, song Mê Thảo vẫn được khán giả nhớ tới bởi chất nhân văn thấm đẫm. Đạo diễn Việt Linh đã dồn hết nỗ lực cũng như tâm huyết của bà vào đứa con tinh thần này. Sau khi được trình chiếu ở trong nước, Mê Thảo thời vang bóng đã nhận được nhiều lời đánh giá cao bởi hiếm có bộ phim nào được xây dựng kỹ lưỡng và nghiêm túc đến thế.  Lưu trữ ngày 22 tháng 3 năm 2009 tại Wayback Machine
- Trong lời giới thiệu bộ phim này ở Pháp, có đoạn: "Âm nhạc mà người ta nghe thấy trong phim có một vai trò động lực: nó mở và đóng không gian của câu chuyện. Qua hai cảnh âm nhạc có độ cảm xúc và hiệu quả tự sự tuyệt hay, người xem phương Tây có thể chìm đắm vào cõi âm nhạc cổ Việt Nam, nơi tiếng đàn hòa quyện thanh tao vào tiếng hát, mang tính xác thực của bản sắc văn hóa Việt"  Lưu trữ ngày 22 tháng 3 năm 2009 tại Wayback Machine.